# Love Is My Religion
Love Is My Religion är Ziggy Marleys andra soloalbum och släpptes 2006 på fadern Bob Marleys skivbolag Tuff Gong Worldwide. Albumet vann en Grammy för bästa reggaealbum. Inspelningstekniker var Dave Way och Marc Moreau.

## Låtlista
Samtliga låtar skrivna av Ziggy Marley.
1. "Into the Groove" - 4:16
2. "Love Is My Religion" - 3:47
3. "Make Some Music" - 4:18
4. "Friend" - 2:53
5. "Black Cat" - 2:41
6. "Beach in Hawaii" - 3:44
7. "A Lifetime" - 4:46
8. "Be Free" - 3:19
9. "Keep on Dreaming" - 4:20
10. "Still the Storms" - 5:32
11. "Love Is My Religion" (akustisk) - 3:57
12. "Be Free" (dub) - 4:04